# Magia (Hemiptera)
Magia is een geslacht van cicaden uit de familie Lophopidae.
De wetenschappelijke naam Magia is voor het eerst geldig gepubliceerd door William Lucas Distant in 1907. 

## Soorten
Magia omvat de volgende 2 soorten:
- Magia stuarti Soulier-Perkins, 2008
- Magia subocellata Distant, 1907[1]